# ميخائيل ديفيدسون (موسيقي)
ميخائيل ديفيدسون (بالإنجليزية: Michael Davidson)‏ هو موسيقي ومغني وكاتب أغاني أمريكي، ولد في 1963 في نيوجيرسي في الولايات المتحدة.